# NGC 6861A
NGC 6861A في الفهرس العام الجديد، هي مجرة، تقع في كوكبة المرقب. اكتشفت في 1826.

## روابط خارجية
- NGC 6861A على موقع ويكي سكاي: DSS2, SDSS, GALEX, IRAS, Hydrogen α, X-Ray, Astrophoto, Sky Map, Articles and images

دون وصلة لغة